# Polyacanthia
Polyacanthia es un género de escarabajos longicornios de la tribu Acanthocinini.

## Especies
- Polyacanthia flavipes (White, 1846)
- Polyacanthia fonscolombei Montrouzier, 1861
- Polyacanthia fonscolombei hebridarum Breuning, 1950